# Rab3
La proteína Rab3 es una proteína G monomérica perteneciente a la familia Ras, una GTPasa pequeña. La familia de las Rab3 tiene 4 isoformas distintas: Rab3A, Rab3B, Rab3C y Rab3D. Estas son estructuralmente muy similares entre sí, ya que tienen entre un 77-88% de residuos idénticos, diferenciándose sobre todo en la zona C-terminal. Esta última determina la afinidad de cada isoforma por el nucleótido GTP, siendo Rab3A y Rab3B las que mayor afinidad presentan.
La principal actividad de esta enzima consiste en hidrolizar y enlazar guanosín trifosfato. Puede adoptar dos conformaciones estructurales diferentes: la forma activada (GTP) y la inactivada (GDP). En la forma activa se encuentra unida a una membrana mientras que la forma inactiva está libre en el citosol.
Las Rab3 permiten que las vesículas identifiquen los compartimentos celulares y activen las proteínas SNARE, encargadas de la fusión de las vesículas con la membrana. Las Rab3 están reguladas por el Rab GDI (inhibidor de la disociación a GDP), Rab3 GEP (proteína de interconversión de GDP y GTP- fosoforilación y hidrólisis respectivamente) y la Rab3 GAP (Proteína de activación de la GTPasa). La Rab3 GEP no muestra actividad en la Rab3B.
Las Rab3 solo se encuentran en células con una alta actividad exocítica, gran tráfico intracelular. Las diferentes isoformas tienen propiedades bioquímicas y una distribución intracelular diferente, por lo que funcionan de manera distinta. Las Rab 3A y 3C se encuentran sobre todo en células neuronales y neuroendocrinas, donde se localizan en vesículas sinápticas. Por otra parte, las Rab 3B y 3D se hallan en tejidos no neuronales como el páncreas exocrino y adipocitos, respectivamente.

## Rab3A
La proteína forma un heterodímero con la proteína RIMS2 y un complejo de tres moléculas juntamente con PCLO y EPAC2. Está involucrada en la exocitosis, regula un paso tardío de la fusión de vesículas sinápticas. También tiene un papel importante como neurotransmisor ya que regula el flujo de la membrana en el nervio terminal. RAB3A une las proteínas STYL4, RIMS 1 Y RIMS2, además de interactuar con la proteína RAB3IP. Se encuentra en la zona citoplasmática de la membrana celular.

### Estructura y características moleculares
Su estructura primaria comprende 220 aminoácidos entre los que se encuentran 5 dominios y un motivo. Todos los motivos están involucrados en la unión del nucleótido GTP, estos se encuentran en las siguientes secuencias: 29-37, 48-54, 77-81, 135-138 y 165-167. El motivo se encuentra entre los aminoácidos 51-59 y se considera la región efectora. Hay varias secuencias de esta proteína en las que no hay un único péptido, estas son las comprendidas entre los aminoácidos 42-60, 73-83, 73-85, 77-84, 71-83, 86-95, 137-143, 179-186.
```
        10         20         30         40         50
MASATDSRYG QKESSDQNFD YMFKILIIGN SSVGKTSFLF RYADDSFTPA
        60         70         80         90        100
FVSTVGIDFK VKTIYRNDKR IKLQIWDTAG QERYRTITTA YYRGAMGFIL
       110        120        130        140        150
MYDITNEESF NAVQDWSTQI KTYSWDNAQV LLVGNKCDME DERVVSSERG
       160        170        180        190        200
RQLADHLGFE FFEASAKDNI NVKQTFERLV DVICEKMSES LDTADPAVTG
       210        220
AKQGPQLSDQ QVPPHQDCAC

```

En relación con las modificaciones postraduccionales, en los aminoácidos 188 y 190 se añade una fosfoserina, en el último aminoácido se produce un enlace éster entre una cisteína y un metilo y en las treoninas 36 y 54 se une un ion de magnesio.

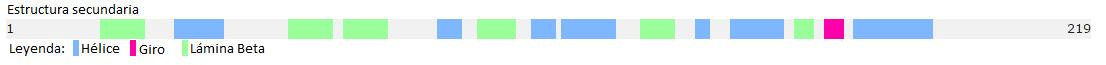
Estructura secundaria de la Rab3D

Su estructura secundaria comprende un 36% de hélices (tanto alfa como 310) es decir, 8 hélices y 61 residuos, un 28% son hojas beta (8 hojas, 48 residuos). Estos dos porcentajes no reúnen el 100% ya que hay porciones de proteína sin estructura secundaria asignada.

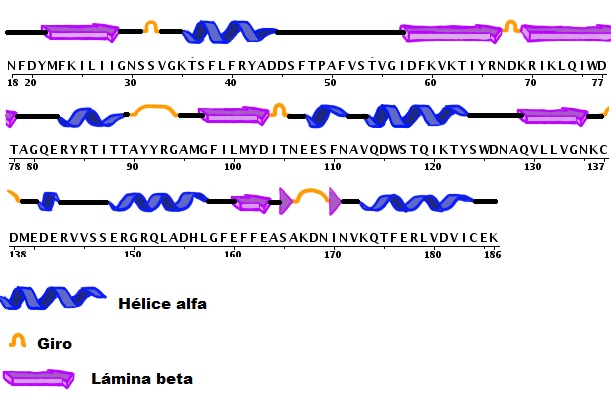
Estructura secundaria de la Rab3A

### Función
La proteína RAB3A interviene en muchos procesos, tanto desde el punto de vista molecular como biológico:
| Moleculares                                                    | Biológicas                     |
| -------------------------------------------------------------- | ------------------------------ |
| Activadora de la ATPasa                                        | Génesis de los axones          |
| Actividad en la GTPasa                                         | Vías secretoras constitutivas  |
| Unión al GTP                                                   | Secreción de neurotransmisores |
| Unión a la miosina V                                           | Secreción del glutamato        |
|                                                                | Desarrollo del pulmón          |
| Mantenimiento de la estructura de la zona activa presináptica  |                                |
| Transmisión sináptica neuromuscular                            |                                |
| Regulación de la exocitosis                                    |                                |
| Desarrollo post embrionario                                    |                                |
| Transporte de proteínas                                        |                                |
| Regulación de la plasticidad sináptica neuronal de corto plazo |                                |
| Respuesta a estímulos eléctricos                               |                                |
| Exocitosis de vesículas sinápticas                             |                                |
| Maduración de vesículas sinápticas                             |                                |
| Reciclaje de vesículas sinápticas                              |                                |

### Otras funciones
Rab3A tiene un efecto en la regulación de la exocitosis del lisosoma y la reparación de la membrana plasmática. La rotura de la membrana plasmática está causada por daño mecánico, tóxico..etc. Su reparación es la respuesta de emergencia necesaria para que la célula pueda seguir sobreviviendo. Este proceso está impulsado por los iones de calcio que entran a través de la rotura causando que algunos orgánulos como los lisosomas, que se encuentran bajo la membrana se fusionen rápidamente con la membrana plasmática adyacente. La proteína Rab3a, junto con la proteína Rab10, es esencial para la exocitosis del lisosoma y la reparación de la membrana. El silenciamiento de Rab3a o de su efector Slp4-a induce un cambio en la posición del lisosoma que produce un colapso en la zona perinuclear y la subsecuente inhibición de la reparación de la membrana. Se ha identificado también que el efector de la proteína Rab3a, la miosina de cadena pesada IIA, forma parte del complejo formado por la Rab3a y la Slp4-a que es responsable del posicionamiento de la célula y la exocitosis del lisosoma.

## Rab3B

### Estructura y características moleculares
La proteína Rab3B se encuentra sobre todo en tejidos epiteliales. En el genoma humano el gen que la codifica se encuentra en el tramo 1p32-p31 y su peso molecular es de 24,758 Da.
Está constituida por 219 aminoácidos y tiene 5 dominios bucles P, unión proteica a GTP. También consta de un motivo (51-59) que tiene función efectora. En cuanto a su estructura secundaria presenta hélices alfa (35-45, 78-83, 85-92, 107-111, 113-123, 140-142, 147-157, 172-186), “turn” (56-58, 67-70, 166-169) y láminas beta (18-21, 23-30, 51-55, 59-66, 71-76, 97-103,129-135, 160-163).
Estructura primaria de la Rab3B:
```
        10         20         30         40         50
MASVTDGKTG VKDASDQNFD YMFKLLIIGN SSVGKTSFLF RYADDTFTPA
        60         70         80         90        100
FVSTVGIDFK VKTVYRHEKR VKLQIWDTAG QERYRTITTA YYRGAMGFIL
       110        120        130        140        150
MYDITNEESF NAVQDWATQI KTYSWDNAQV ILVGNKCDME EERVVPTEKG
       160        170        180        190        200
QLLAEQLGFD FFEASAKENI SVRQAFERLV DAICDKMSDS LDTDPSMLGS
       210
SKNTRLSDTP PLLQQNCSC

```

En cuanto a las modificaciones post-traduccionales, en los aminoácidos 188 y 190 se añade una fosfoserina, en el 217 y en el 219 se produce una lipidación al unirse una cisteína con un isopreno geranilgeranil. En este último también se añade un metil.

Esta proteína se puede encontrar en la membrada celular, en la región perinuclear del citoplasma, en las vesículas y en los gránulos secretores de la membrana. También ha sido encontrada en zonas cercanas al centrosoma, donde tienden a acumularse muchos orgánulos y vesículas de transporte debido a su interacción con el citoesqueleto.

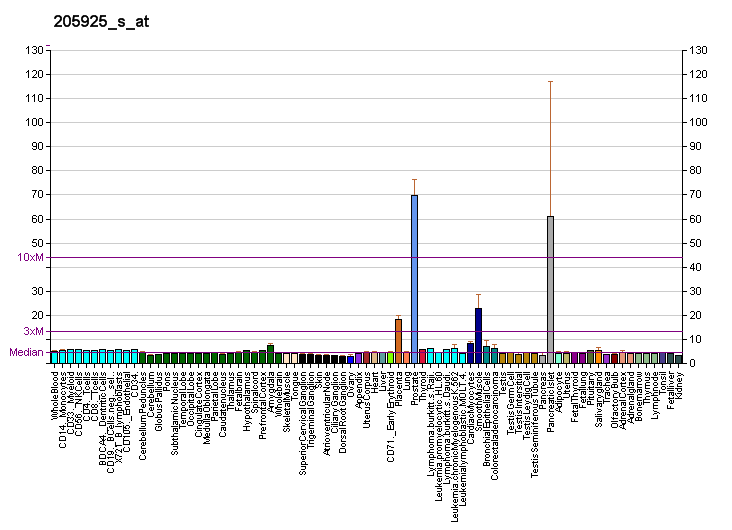
Patrón de expresión génica del gen RAB3B.

### Función
Su principal actividad como molécula es la actividad de la GTPasa, interconversión de GDP y GTP y síntesi de miosina V.
Además, participan en algunos procesos biológicos:
- Procesamiento y presentación de antígenos
- Regulación positiva de la captación de dopamina involucrada en la transmisión sináptica
- Metilación del peptidil-cisteina.
- Transporte vesicular de proteínas
- Regulación de la exocitosis y del tamaño de las vesículas
- Transducción de señales de las proteínas Rab.
- Acoplamiento de las vesículas durante la exocitosis
- En las células epiteliales, transcitosis de la cara apical a la basal ya que se puede unir directamente a proteínas específicas con carga (Ca2+).[5]

Cabe mencionar que la Rab3B interactúa con las proteínas RIMS1, RIMS2, RPH3A y RPH3AL, todas relacionadas con la exocitosis y las dos últimas con la transducción de la señal del calcio. En los trombocitos la actividad de las Rab3B unidas a la membrana está regulada por la calmodulina, que también actúa como receptor de la señal del Ca(2+). Además, la Rab3B al participar en la regulación de la exocitosis del Ca(2+) es esencial en las células de la pituitaria, ya que una elevada concentración de Ca(2+) en el citosol induce la liberación de gonadotropinas.

A pesar de que la Rab3B es muy similar a la Rab3A no son funcionalmente intercambiables. Por ejemplo, en el tejido neuronal las dos proteínas interactúan con la proteína Rabphilin-3A (RPH3A) pero solo la Rab3B se encarga del último paso de la secreción vesicular. Por otro lado, en las células pancreáticas la exocitosis de la insulina está regulada por las Rab, pero en las células humanas predomina la Rab3B mientras que en roedores la Rab3A y la Rab27A. 

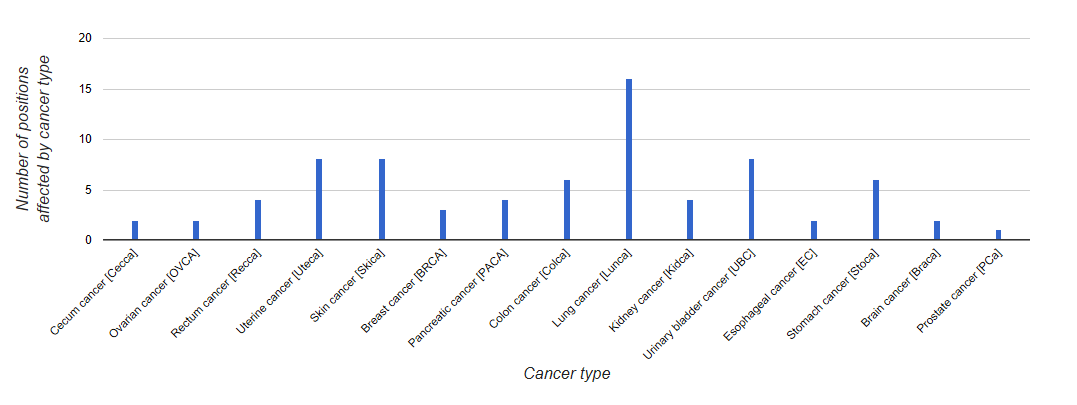
Tipos de tumores que puede provocar una mutación en el Gen Rab3B

### Mutaciones y enfermedades relacionadas
El gen que la codifica, Rab3B, es un oncogén con gran potencial para producir cáncer. Una mutación podría producir un tumor como el pulmonar, cerebral, pancreático y del hígado. Además, la zona donde la Rab3B está localizada en el genoma (1p31-p32) está directamente relacionada con la intolerancia a la glucosa y la diabetes.

## Rab3C
Esta isoforma de las proteínas Rab3 participa también en la regulación de la exocitosis, concretamente en el tejido nervioso, formando parte de la membrana de las vesículas sinápticas.

### Estructura y características moleculares
Mediante una secuenciación a gran escala de un fragmento de ADN complementario de un cerebro fetal humano se consiguió clonar el gen que codifica esta proteína (gen Rab3C). A partir de esta clonación se dedujo tanto el número de aminoácidos de la proteína (227) como su masa molecular total (aproximadamente 30 kilodaltons). Asimismo se pudo determinar su secuencia de aminoácidos:
```
        10         20         30         40         50
MRHEAPMQMA SAQDARYGQK DSSDQNFDYM FKLLIIGNSS VGKTSFLFRY
        60         70         80         90        100
ADDSFTSAFV STVGIDFKVK TVFKNEKRIK LQIWDTAGQE RYRTITTAYY
       110        120        130        140        150
RGAMGFILMY DITNEESFNA VQDWSTQIKT YSWDNAQVIL VGNKCDMEDE
       160        170        180        190        200
RVISTERGQH LGEQLGFEFF ETSAKDNINV KQTFERLVDI ICDKMSESLE
       210        220
TDPAITAAKQ NTRLKETPPP PQPNCAC

```

Entre las modificaciones postraduccionales que sufre la Rab3C se encuentran la fosforilación de la treonina 206, la lipidación de la cisteína 225, y la metilación y lipidación de la cisteína 227. En lo que respecta a su estructura secundaria, esta proteína cuenta con cuatro hélices alfa y siete láminas beta.
Además, varios análisis de RT-PCR (reverse transcription polymerase chain reaction) indicaron que Rab3C en humanos se expresa únicamente en el cerebro y, en una proporción mucho menor, en los pulmones y la placenta. La región efectora o funcional de esta proteína corresponde a un pequeño dominio de posición 59-67. Cabe destacar también que su afinidad por el nucleótido GTP es menor que en la Rab3A y la Rab3B.
Al igual que la isoforma Rab3B, esta GTPasa es capaz de unirse a las proteínas RIMS1, RIMS2, RPH3A y RPH3AL, también presentes en membranas de vesículas.

### Función
```
La Rab3C está asociada funcionalmente a la Rab3A, ya que ambas ejecutan su función en las 
vesículas sinápticas
. Estas dos isoformas de la Rab3 son coexpresadas dentro del cerebro y copurificadas en vesículas inmuno-aisladas.
```

Al igual que el resto de proteínas G, la Rab3C lleva a cabo la introconversión GTP-GDP. Particularmente, esta proteína interviene en el reciclaje de moléculas CMH de clase I, que son un tipo de inmunoglobulina presente en la membrana plasmática de los linfocitos T. Las vesículas que se encargan de este reciclaje contienen esta GTPasa.

## Rab3D
La RAB3D es una molécula proteica RAB3 cuya función principal es la de transporte, y está involucrada en la regulación de la exocitosis y la endocitosis. Se activa en la diferenciación mieloide y también actúa como GTPasa

### Estructura y características moleculares
La formación de esta proteína es iniciada por el reconocimiento de la primera metionina, y a continuación se va formando toda la cadena principal. Una vez formada, esta proteína sufre una serie de modificaciones post-traduccionales en unos aminoácidos concretos:
1. Modificación de la Alanina 2: N-acetil alanina.
2. Lipidación de la Cisteína 217: S-geranilgeranil cisteína
3. Modificación de la Cisteína 219: Ester metil cisteína
4. Lipidación de la Cisteína 219: S-geranilgeranil cisteína

La secuencia de DNA que traduce esta proteína es la siguiente:

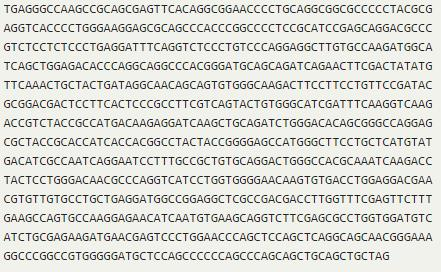
Secuencia de DNA que transcribe la Rab3D

A partir de esta cadena de DNA (una vez transcrita y traducida), se forma una cadena polipeptídica compuesta por 219 aminoácidos, los cuales tienen la siguiente estructura primaria:

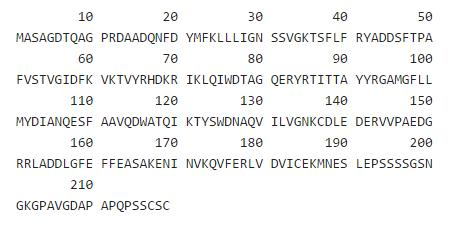
Estructura primaria de la Rab3D

La estructura primaria se organiza en el espacio de la siguiente manera:
Su estructura secundaria está formada por 6 láminas beta y 7 hélices alfa. En esta proteína son abundantes los dominios Lazo-P NTPasa

### Función
Rab3D GTPasas controlan el tráfico exocítico y endocítico de membrana, como los exosomas de liberación por ejemplo. Como GTPasa secretora, la Rab3D es una reguladora vital en la secreción de proteínas.
Participa en el transporte intracelular y el transporte de proteínas.
Participa en la metilación de peptidil-cisteína.
Además, también regula la secreción de la Hsp90α para promover la migración de células tumorales. La Rab3D es una proteína clave en la regulación de la metástasis tumoral, lo cual lleva a pensar que un bloqueo de la función de la Rab3D puede ser un avance terapéutico contra el cáncer.